# Centaurea lugdunensis
Centaurea lugdunensis — вид квіткових рослин айстрових (Asteraceae). Ендемік Франції.

## Біоморфологічна характеристика
Багаторічна рослина з тонким стеблом, часто багатостовбурна. Стебло 2–5 дм, прямовисне або висхідне, згинається, зазвичай просте й одноголове. Листки запушені, зелені, сидячі, лінійно-ланцетні, загострені, нижні довго звужені біля основи. Обгортка яйцювато-підкуляста з листочками, з чорною облямівкою з коричневими віями. Сім'янки довжиною 5 мм з чубчиком в 3 рази коротшим. Квітки сині. Період цвітіння: червень.